# Dracula fafnir
Dracula  é uma espécie de orquídea epífita de crescimento cespitoso cujo gênero é proximamente relacionado às Masdevallia, parte da tribo Pleurothallidinae. Esta espécie é originária do sudeste do Equador, onde habita florestas úmidas e nebulosas das montanhas.
Pode ser diferenciada das espécies mais próximas por suas flores esbranquiçadas que não se abrem bem, marcadas de marrom-avermelhado próximo às margens, com sépalas côncavas até a metade e antenas pouco mais longas que as lâminas das sépalas.